# Le Cri du faucon
Pour plus de détails, voir Fiche technique et Distribution.
Le Cri du faucon ou Le Faucon au beurre d'arachide au Québec (The Peanut Butter Falcon) est un film américain réalisé par Tyler Nilson et Michael Schwartz, sorti en 2019.

## Synopsis
Zak, 22 ans, atteint de trisomie 21, vit dans un centre spécialisé à Richmond (Virginie) où Eleanor s'occupe de lui. Il rêve de devenir catcheur et un soir, il s'échappe du centre. Il rencontre Tyler, un voleur de crabes.

## Fiche technique
Sauf indication contraire, les informations mentionnées dans cette section peuvent être confirmées par la base de données cinématographiques IMDb,  présente dans la section « Liens externes ».
- Titre original : The Peanut Butter Falcon
- Titre français : Le Cri du faucon
- Titre québécois : Le Faucon au beurre d'arachide
- Réalisation et scénario : Tyler Nilson et Michael Schwartz
- Photographie : Nigel Bluck
- Musique : Zachary Dawes, Noam Pikelny, Jonathan Sadoff et Gabe Witcher
- Montage : Nat Fuller et Kevin Tent
- Production : Albert Berger, Christopher Lemole, Lije Sarki, David Thies, Ron Yerxa et Tim Zajaros
- Société de production : Armory Films, 1993, Lucky Treehouse, Nut Bucket Films et Tvacom Film and TV
- Société de distribution : Roadside Attractions (États-Unis)
- Pays d'origine :  États-Unis
- Langue originale : anglais
- Format : couleur - 35 mm - 1,33:1 - son stéréo
- Genre : Comédie dramatique
- Durée : 97 minutes
- Dates de sortie[2] : 
  - États-Unis, Canada : 23 août 2019 (sortie nationale)
  - Québec : 30 août 2019[1] (en VOSTFr / VF)
  - France : 11 septembre 2019 (avant-première au Festival du cinéma américain de Deauville) ; 23 janvier 2020[3] (directement en VOD) ; 1er octobre 2020 sur OCS City[4] (première diffusion TV)

## Distribution
- Zack Gottsagen : Zak
- Ann Owens : Rosemary
- Dakota Johnson : Eleonor
- Bruce Dern : Carl
- Shia LaBeouf (VF : Jim Redler) : Tyler
- Thomas Haden Church : Salt Water Redneck
- Rob Thomas : Winkie
- Jon Bernthal : Mark
- Tim Zajaros : l'aide-soignant
- John Hawkes : Duncan
- Yelawolf : Ratboy
- Jonathan D. Williams : Craig
- Deja Dee : Janice
- Lee Spencer : Glen
- Mark Helms : Trucker
- Michael Berthold : Billy
- Wayne Dehart : Blind Jasper John

version française réalisée par la société de doublage [Laquelle ?], sous la direction artistique de Cécile Marmorat.
 Source et légende : version française (VF) sur RS Doublage

## Accueil
Le film a reçu un accueil favorable de la critique. Il obtient un score moyen de 70 % sur Metacritic.

## Distinction
- Festival du cinéma américain de Deauville 2019 : Prix du public